# De ijzersterke verhalen van Cowboy Harry
De ijzersterke verhalen van Cowboy Harry was een Nederlandse komische jeugdserie, uit 1992. Het programma werd uitgezonden van 4 oktober 1992 tot 22 november 1992 door de VPRO bij Villa Achterwerk.

## Over de serie
Cowboy Harry is een 138-jarige cowboy die samen met zijn huisbiggetje Spekkie in een flat woont en met weemoed verhalen vertelt over zijn tijd in saloon De Stal. Cowboy Harry zat in saloon De Stal omdat hij geen werk had. In saloon De Stal werden pelpinda's & aardappelsap geserveerd als je er maar voor betaalt! Zo niet dan gooit Koos Piemeleding je zo de saloon uit.
In saloon De Stal gebeurde er altijd wel wat. Zo werd er een rodeo gehouden met de Afrikaanse brulvlieg. Of er kwam een indiaan op bezoek, die altijd chagrijnig is. Of er kwam een cowboy langs met een flauwe grap. Die moest altijd naar het ziekenhuis worden vervoerd omdat Henkie de lachcowboy in de lach bleef. In saloon De Stal werd met de ecu betaald.

## Rolverdeling
| Personage                      | Acteur/actrice         |
| ------------------------------ | ---------------------- |
| Cowboy Harry                   | Ton Pontello           |
| Koos Piemeleding               | Rik Hoogendoorn        |
| Humpty Dumpty                  | ?                      |
| Vieze ouwe stinkende Willy     | Jan Sepers             |
| Shirley Wayne                  | Marianne van der Staay |
| Pofcowboy                      | Bruun Kuyt             |
| Naaigarenman                   | Gerard van de Eem      |
| Nakko                          | ?                      |
| Jacqueline                     | ?                      |
| De brei-cowboy                 | ?                      |
| Henry Fronda                   | ?                      |
| Sheriff Vingerling             | Rob van Houten         |
| Vette Ted                      | Rob van Houten         |
| Vette Fred                     | Rob van Houten         |
| Kunstklant                     | Alfons Spee            |
| Robert Jan\Klukkluk de Indiaan | ?                      |
| Krantenboy                     | Niek Barendsen         |
| Kapper Joost                   | ?                      |
| Yolanda                        | ?                      |
| Gewichtige man                 | ?                      |
| Zielige man                    | Peter Franssen         |
| Conchita                       | ?                      |
| Black Jack                     | ?                      |
| Arie                           | ?                      |
| Duitse cowboy                  | Maxim Hartman          |
| Zanger Yo-Yo                   | Maxim Hartman          |
| Francine-Geneviève             | Guusje van Tilborgh    |
| moeder van Francine-Geneviève  | Guusje van Tilborgh    |
| Cursusleider bomenklimmen      | Theo Wesselo           |
| Billy the Belly                | Thei Dols              |
| Werkman                        | Jilles Appeldoorn      |
| Bill Kunstpick                 | Eric van den Broek     |

## Afleveringen
| Aflevering | Titel                                    | Uitzenddatum     |
| ---------- | ---------------------------------------- | ---------------- |
| 1          | Roem en rijkdom geven ellende            | 4 oktober 1992   |
| 2          | Wat een ellende!!                        | 18 oktober 1992  |
| 3          | Man-zijn brengt doffe ellende! part one  | 25 oktober 1992  |
| 4          | Werken is ellende part one               | 1 november 1992  |
| 5          | Man-zijn' brengt doffe ellende! part two | 8 november 1992  |
| 6          | Werken is ellende part two               | 15 november 1992 |
| 7          | Kunst is ellende                         | 22 november 1992 |